# Mediocalcar
Mediocalcar – rodzaj roślin z rodziny storczykowatych (Orchidaceae). Obejmuje 16 gatunków występujących w Azji Południowo-Wschodniej w takich krajach i regionach jak: Archipelag Bismarcka, Karoliny, Fidżi, Moluki, Nowa Gwinea, Samoa, Wyspy Salomona, Celebes, Vanuatu.

## Systematyka
Rodzaj sklasyfikowany do podplemienia Eriinae w plemieniu Podochileae, podrodzina epidendronowe (Epidendroideae), rodzina storczykowate (Orchidaceae), rząd szparagowce (Asparagales) w obrębie roślin jednoliściennych.
Wykaz gatunków
- Mediocalcar agathodaemonis J.J.Sm.
- Mediocalcar arfakense J.J.Sm.
- Mediocalcar bifolium J.J.Sm.
- Mediocalcar bulbophylloides J.J.Sm.
- Mediocalcar congestum Schuit.
- Mediocalcar crenulatum J.J.Sm.
- Mediocalcar decoratum Schuit.
- Mediocalcar geniculatum J.J.Sm.
- Mediocalcar papuanum R.S.Rogers
- Mediocalcar paradoxum (Kraenzl.) Schltr.
- Mediocalcar pygmaeum Schltr.
- Mediocalcar stevenscoodei P.Royen
- Mediocalcar subteres Schuit.
- Mediocalcar umboiense Schuit.
- Mediocalcar uniflorum Schltr.
- Mediocalcar versteegii J.J.Sm.